# Cô Vân Hoài Trang
Cô Vân Hoài Trang (zh. 孤雲懷奘, ja. koun ejō), 1198-1280, là một vị Thiền sư Nhật Bản, Tổ thứ hai của tông Tào Động sau Đạo Nguyên Hi Huyền (zh. 道元希玄, ja. dōgen kigen). Kế thừa Sư và cũng là người trụ trì thứ ba của Vĩnh Bình tự (zh. 永平寺, ja. eihei-ji) là Thiền sư Triệt Thông Nghĩa Giới (zh. 徹通義介, ja. tettsū gikai).
Các tài liệu không ghi rõ thời niên thiếu, chỉ biết là Sư sinh trưởng tại Kinh Đô (ja. kyōto) và sớm được dạy dỗ theo nhà Phật trên núi Tỉ Duệ (zh. 比叡山, ja. hiei). Năm lên 17 (1215), Sư Thụ giới cụ túc và năm 20 tuổi thụ Bồ Tát giới tại chùa Diên Lịch (zh. 延曆寺, ja. enryaku-ji) trên núi Tỉ Duệ. Nơi đây, Sư tham học Phật pháp với một pháp sư tên là Viên Năng (zh. 圓能, ja. ennō) và tương truyền rằng, Sư đã tiếp xúc với tất cả các tông phái đạo Phật đương thời như Thiên Thai tông (zh. 天台宗, ja. tendai-shū), Chân ngôn tông (zh. 真言宗, ja. shingon-shū) và cả Tịnh độ tông (zh. 淨土宗, ja. jōdō-shū). Nhưng tất cả những dạng tu tập này đều không thoả mãn được lòng quyết tâm đạt đạo của Sư. Thiền sư Oánh Sơn Thiệu Cẩn (zh. 瑩山紹瑾, ja. keizan jōkin) - môn đệ chính của Sư - ghi lại lời khuyên của bà mẹ khi Sư về thăm bà: 
"Mẹ không cho con xuất gia tu hành để đạt danh vọng và liên hệ với dòng dõi quý tộc. Con không nên tu tập vì tham vọng. Mẹ rất mong rằng, con tu học khổ hạnh, choàng ca-sa đen với nón tre trên lưng và tự đi đứng một mình thay vì ngồi trên kiệu để người vác."
Ngay sau khi nghe những lời dạy này, Sư không bước chân đến núi Tỉ Duệ nữa, ban đầu tu tập theo Tịnh độ tông, sau gia nhập học thiền (khoảng 1222/23) với Giác Yển (zh. 覺晏, ja. kakuan) thuộc Nhật Bản Đạt-ma tông (zh. 日本達磨宗, ja. nihon daruma-shū), một môn đệ của Đại Nhật Năng Nhẫn (zh. 大日能忍, ja. dainichi nōnin). Nhân lúc đọc Thủ-lăng-nghiêm kinh (zh.首楞嚴經, sa. śūraṅgama-sūtra, ja. shuryōgongyō), Sư tỉnh ngộ chút ít và cho rằng, kinh nghiệm Giác ngộ này chính là diệu giác (ja. myōkaku) của Phật Thích-ca. Thời gian tu tập của Sư nơi Nhật Bản Đạt-ma tông kéo dài khoảng sáu năm và sau đó, Sư yết kiến Thiền sư Đạo Nguyên (1928) tại Kiến Nhân tự (zh. 建仁寺, ja. kenninji) ở Kinh Đô. Trong một cuộc pháp chiến (zh. 法戰, ja. hōssen) sôi nổi, Đạo Nguyên thừa nhận kinh nghiệm giác ngộ của Sư nhưng chính Sư cũng thấy rõ kinh nghiệm thâm sâu của Đạo Nguyên vượt xa mình. Vì vậy, Sư quỳ lạy, lễ bái Đạo Nguyên làm thầy. Đạo Nguyên khuyên Sư đợi một thời gian nữa hãy đến.
Năm 1230, Đạo Nguyên rời Kiến Nhân tự và sau đó thành lập một Thiền viện với tên Hưng Thánh Pháp Lâm tự (zh. 興聖法林寺, ja. kōshōhōrin-ji). Năm 1234, một năm sau khi Hưng Thánh tự được thành lập, Sư đến Đạo Nguyên một lần nữa và được thu nhận làm đệ tử. Hai năm sau, nhân khi tham quán câu hỏi của một vị tăng đến Thiền sư Thạch Sương Sở Viên "Thế nào khi một sợi tóc đào nhiều lỗ?" Sư bỗng nhiên Đại ngộ (tháng 11 năm 1236). Sư bèn thắp hương lễ Phật và chạy đến Đạo Nguyên trình sự việc. Đạo Nguyên nghe xong bảo: "Sợi tóc đã đào đến nơi đến chốn" và ấn khả. Từ đây, Sư giữ chức thủ toạ (đứng đầu chúng trong việc giáo hoá thay thầy) và làm thị giả cho đến lúc Đạo Nguyên viên tịch.
Sau, tại Vĩnh Bình tự, Đạo Nguyên giao lại cho Sư trách nhiệm thực hành các nghi lễ vào nói rằng: "Ta không còn sống lâu nữa. Ngươi thọ mệnh cao hơn ta và chắc chắn sẽ truyền giáo pháp của ta. Vì chính pháp mà ta phó chúc công việc cho ngươi." Sau khi Đạo Nguyên tịch, Sư kế thừa trụ trì chùa Vĩnh Bình và mất năm 1280, thọ 82 tuổi.
Tác phẩm duy nhất của Sư là Quang minh tạng tam-muội (zh. 光明藏三昧, ja. kōmyōzōzanmai), nhưng Sư biên tập nhiều tác phẩm khác của Đạo Nguyên như Chính pháp nhãn tạng (zh. 正法眼藏, ja. shōbōgenzō), Chính pháp nhãn tạng tuỳ văn ký (zh. 正法眼藏隨聞記, ja. shōbōgenzō zuimon ki)... Những tác phẩm của Đạo Nguyên được truyền đến hậu hế phần lớn là nhờ công lao của Sư.